# رام العنز
رام العنز (به عربی: رام العنز) یک روستا در سوریه است که در استان حمص واقع شده‌است. رام العنز ۱٬۲۷۲ نفر جمعیت دارد.